# Sci di fondo ai XIII Giochi olimpici invernali
Nello sci di fondo ai XIII Giochi olimpici invernali furono disputate sette gare, quattro maschili e tre femminili. Le medaglie assegnate furono ritenute valide anche ai fini dei Campionati mondiali di sci nordico 1980.

## Risultati

### Uomini

#### 15 km
La gara di sci di fondo sulla distanza di 15 km si disputò il 17 febbraio; il percorso si snodava sul monte Van Hoevenberg con un dislivello massimo di 124 m e presero parte alla competizione 63 atleti.
| Posizione | Atleta              | Nazione          | Tempo    |
| --------- | ------------------- | ---------------- | -------- |
| 1         | Thomas Wassberg     | Svezia           | 41:57,63 |
| 2         | Juha Mieto          | Finlandia        | 41:57,64 |
| 3         | Ove Aunli           | Norvegia         | 42:28,62 |
| 4         | Nikolaj Zimjatov    | Unione Sovietica | 42:33,96 |
| 5         | Evgenij Beljaev     | Unione Sovietica | 42:46,02 |
| 6         | Józef Łuszczek      | Polonia          | 42:59,03 |
| 7         | Aleksandr Zav'jalov | Unione Sovietica | 43:00,81 |
| 8         | Harri Kirvesniemi   | Finlandia        | 43:02,01 |
| 9         | Oddvar Brå          | Norvegia         | 43:05,64 |
| 10        | Lars Erik Eriksen   | Norvegia         | 45:46,27 |

#### 30 km
La gara di sci di fondo sulla distanza di 30 km si disputò il 14 febbraio; il percorso si snodava sul monte Van Hoevenberg con un dislivello massimo di 124 m e presero parte alla competizione 57 atleti.
| Posizione | Atleta            | Nazione          | Tempo      |
| --------- | ----------------- | ---------------- | ---------- |
| 1         | Nikolaj Zimjatov  | Unione Sovietica | 1:27:02,80 |
| 2         | Vasilij Ročev     | Unione Sovietica | 1:27:34,22 |
| 3         | Ivan Lebanov      | Bulgaria         | 1:28:03,87 |
| 4         | Thomas Wassberg   | Svezia           | 1:28:40,35 |
| 5         | Józef Łuszczek    | Polonia          | 1:29:03,64 |
| 6         | Matti Pitkänen    | Finlandia        | 1:29:35,03 |
| 7         | Juha Mieto        | Finlandia        | 1:29:45,08 |
| 8         | Ove Aunli         | Norvegia         | 1:29:54,02 |
| 9         | Alf-Gerd Deckert  | Germania Est     | 1:30:05.17 |
| 10        | Lars Erik Eriksen | Norvegia         | 1:30:34.34 |

#### 50 km
La gara di sci di fondo sulla distanza di 50 km si disputò il 23 febbraio; il percorso si snodava sul monte Van Hoevenberg con un dislivello massimo di 124 m e presero parte alla competizione 43 atleti.
| Posizione | Atleta              | Nazione          | Tempo      |
| --------- | ------------------- | ---------------- | ---------- |
| 1         | Nikolaj Zimjatov    | Unione Sovietica | 2:27:24,60 |
| 2         | Juha Mieto          | Finlandia        | 2:30:20,52 |
| 3         | Aleksandr Zav'jalov | Unione Sovietica | 2:30:51,52 |
| 4         | Lars Erik Eriksen   | Norvegia         | 2:30:53,00 |
| 5         | Sergej Savel'ev     | Unione Sovietica | 2:31:15,82 |
| 6         | Evgenij Beljaev     | Unione Sovietica | 2:31:21,19 |
| 7         | Oddvar Brå          | Norvegia         | 2:31:46,83 |
| 8         | Sven-Åke Lundbäck   | Svezia           | 2:31:59,65 |
| 9         | Asko Autio          | Finlandia        | 2:32:25,57 |
| 10        | Franz Renggli       | Svizzera         | 2:33:27,56 |

#### Staffetta 4x10 km
La gara di staffetta si disputò il 20 febbraio; il percorso si snodava sul monte Van Hoevenberg con un dislivello massimo di 177 m e presero parte alla competizione 10 squadre nazionali.
| Posizione | Nazione          | Atleti                                                               | Tempo      |
| --------- | ---------------- | -------------------------------------------------------------------- | ---------- |
| 1         | Unione Sovietica | Vasilij Ročev Nikolaj Bažukov Evgenij Beljaev Nikolaj Zimjatov       | 1:57:03,46 |
| 2         | Norvegia         | Lars Erik Eriksen Per Knut Aaland Ove Aunli Oddvar Brå               | 1:58:45,77 |
| 3         | Finlandia        | Harri Kirvesniemi Pertti Teurajärvi Matti Pitkänen Juha Mieto        | 2:00:00,18 |
| 4         | Germania Ovest   | Peter Zipfel Wolfgang Müller Dieter Notz Jochem Behle                | 2:00:22,74 |
| 5         | Svezia           | Sven-Åke Lundbäck Thomas Eriksson Benny Kohlberg Thomas Wassberg     | 2:00:42,71 |
| 6         | Italia           | Maurilio De Zolt Benedetto Carrara Giulio Capitanio Giorgio Vanzetta | 2:01:09,93 |
| 7         | Svizzera         | Hansueli Kreutzer Konrad Hallenbarter Edi Hauser Gaudenz Ambühl      | 2:03:36,57 |
| 8         | Stati Uniti      | Bill Koch Timothy Caldwell James Galanes Stanley Dunklee             | 2:04:12,17 |
| 9         | Cecoslovacchia   | František Šimon Miloš Bečvář Jiří Švub Jiří Beran                    | 2:04:18,66 |
| 10        | Francia          | Paul Fargeix Gérard Durand-Poudret Michel Thierry Jean-Paul Pierrat  | 2:08:43,61 |

### Donne

#### 5 km
La gara di sci di fondo sulla distanza di 5 km si disputò il 15 febbraio; il percorso si snodava sul monte Van Hoevenberg con un dislivello massimo di 87 m e presero parte alla competizione 38 atlete.
| Posizione | Atleta            | Nazione          | Tempo    |
| --------- | ----------------- | ---------------- | -------- |
| 1         | Raisa Smetanina   | Unione Sovietica | 15:06,92 |
| 2         | Hilkka Riihivuori | Finlandia        | 15:11,96 |
| 3         | Květa Jeriová     | Cecoslovacchia   | 15:23,44 |
| 4         | Barbara Petzold   | Germania Est     | 15:23,62 |
| 5         | Nina Fëdorova     | Unione Sovietica | 15:29,03 |
| 6         | Galina Kulakova   | Unione Sovietica | 15:29,58 |
| 7         | Veronika Schmidt  | Germania Est     | 15:31,83 |
| 8         | Helena Takalo     | Finlandia        | 15:32,12 |
| 9         | Marlies Rostock   | Germania Est     | 15:36,28 |
| 10        | Lena Carlzon      | Svezia           | 15:43,04 |

#### 10 km
La gara di sci di fondo sulla distanza di 10 km si disputò il 18 febbraio; il percorso si snodava sul monte Van Hoevenberg con un dislivello massimo di 44 m e presero parte alla competizione 38 atlete.
| Posizione | Atleta            | Nazione          | Tempo    |
| --------- | ----------------- | ---------------- | -------- |
| 1         | Barbara Petzold   | Germania Est     | 30:31,54 |
| 2         | Hilkka Riihivuori | Finlandia        | 30:35,06 |
| 3         | Helena Takalo     | Finlandia        | 30:45,25 |
| 4         | Raisa Smetanina   | Unione Sovietica | 30:54,48 |
| 5         | Galina Kulakova   | Unione Sovietica | 30:58,46 |
| 6         | Nina Fëdorova     | Unione Sovietica | 31:22,93 |
| 7         | Marlies Rostock   | Germania Est     | 31:28,79 |
| 8         | Veronika Schmidt  | Germania Est     | 31:29,14 |
| 9         | Květa Jeriová     | Cecoslovacchia   | 31:29,55 |
| 10        | Eva Olsson        | Svezia           | 31:36,08 |

#### Staffetta 4x5 km
La gara di staffetta si disputò il 21 febbraio; il percorso si snodava sul monte Van Hoevenberg con un dislivello massimo di 100 m e presero parte alla competizione 8 squadre nazionali.
| Posizione | Nazione          | Atleti                                                               | Tempo      |
| --------- | ---------------- | -------------------------------------------------------------------- | ---------- |
| 1         | Germania Est     | Marlies Rostock Carola Anding Veronika Schmidt Barbara Petzold       | 1:02:11,10 |
| 2         | Unione Sovietica | Nina Fëdorova Nina Ročeva Galina Kulakova Raisa Smetanina            | 1:03:18,30 |
| 3         | Norvegia         | Brit Pettersen Anette Bøe Marit Myrmæl Berit Aunli                   | 1:04:13,50 |
| 4         | Cecoslovacchia   | Dagmar Švubová Gabriela Svobodová Blanka Paulů Květa Jeriová         | 1:04:31,39 |
| 5         | Finlandia        | Marja Auroma Marja-Liisa Kirvesniemi Helena Takalo Hilkka Riihivuori | 1:04:41,28 |
| 6         | Svezia           | Marie Johansson Karin Lamberg Eva Olsson Lena Carlzon                | 1:05:16,32 |
| 7         | Stati Uniti      | Alison Owen-Spencer Beth Paxson Leslie Bancroft Margaret Spencer     | 1:06:55,41 |
| 8         | Canada           | Angela Schmidt Shirley Firth Esther Miller Joan Groothuysen          | 1:07:45,75 |

## Medagliere per nazioni
| Posizione | Nazione          | Oro | Argento | Bronzo | Totale |
| --------- | ---------------- | --- | ------- | ------ | ------ |
| 1         | Unione Sovietica | 4   | 2       | 1      | 7      |
| 2         | Germania Est     | 2   | 0       | 0      | 2      |
| 3         | Svezia           | 1   | 0       | 0      | 1      |
| 4         | Finlandia        | 0   | 4       | 2      | 6      |
| 5         | Norvegia         | 0   | 1       | 2      | 3      |
| 6         | Bulgaria         | 0   | 0       | 1      | 1      |
|           | Cecoslovacchia   | 0   | 0       | 1      | 1      |